# 敖德薩代爾 (喬治亞州)
敖德薩代爾（英語：Odessadale）是位於美國喬治亞州梅里韋瑟縣的一個非建制地區。該地的面積和人口皆未知。

## 地理
敖德薩代爾的座標為33°00′57″N 84°48′47″W / 33.01583°N 84.81306°W，而該地的平均海拔高度為275米（即902英尺）。